# Марко Радуловић (ватерполиста)
Марко Радуловић (Ријека, 6. јануар 2001) je српски ватерполиста који наступа за Приморје.

## Каријера
Почео је да игра у омладинским категоријама Приморја и дебитовао је у сениорском клубу са 15 година. Од тада је у клубу остао две сезоне. У октобру 2018. прешао је у Војводину.  У лето 2020. прешао је у Раднички. 

## Репрезентативна каријера
Након што је играо са омладинским категоријама мушке ватерполо репрезентације Хрватске, у октобру 2020. одлучио је да пређе у мушку ватерполо репрезентацију Србије.